# Start-Up
Start-Up (hangul: 스타트업; rr: Seutateueob) é uma telenovela sul-coreana estrelada por Bae Suzy, Nam Joo-hyuk, Kim Seon-ho e Kang Han-na. A série gira em torno de Seo Dal-mi, que sonha em se tornar a Steve Jobs da Coreia. Ela é uma aventureira que não possui muito, mas tem um grande plano para si mesma. Também tem experiência em uma ampla variedade de empregos de meio período e é uma pessoa de grande vitalidade. Estreiou no dia 17 de outubro de 2020 na tvN com cada episódio estreando as 21:00 (KST), todo sábado e domingo. Também está disponível mundialmente pelo sistema de streaming Netflix.

## Sinopse
Start-Up se passa no fictício Vale do Silício da Coreia do Sul, chamado Sandbox, e conta a história de pessoas no mundo das empresas iniciantes.

## Elenco

### Principais
- Bae Suzy como Seo Dal-mi[2]
- Heo Jung-eun como Seo Dal-mi (jovem)
- Nam Joo-hyuk como Nam Do-san
- Kim Kang-hoon como Nam Do-san

Nam Do-san é o fundador da Samsan Tech. Ele já foi o orgulho de sua família como um gênio da matemática, mas agora é tímido e não consegue nem olhar as pessoas nos olhos. Depois de não ter ido a lugar nenhum nos últimos dois anos com investimentos em sua empresa, ele está quase pronto para desistir. Acontece que Seo Dal-mi se lembra dele como seu 'primeiro amor legal', embora ele nunca a tenha conhecido, e ele decide começar uma startup na esperança de transformar o mal-entendido dela em realidade.
- Kim Seon-ho como Han Ji-pyeong
- Nam Da-reum como Han Ji-pyeong (jovem)

Han Ji-pyung abre uma empresa iniciante para pagar sua dívida. Líder de equipe da SH Venture Capital, suas surpreendentes habilidades de investimento e língua afiada lhe valeram o apelido de “o Gordon Ramsay dos investimentos”. Embora seja 'espinhoso' com a maioria dos outros, ele é mais suave do que qualquer pessoa com uma outra especial que lhe concedeu um grande favor no passado.
- Kang Han-na como Won In-jae/Seo-In jae
- Lee Re como Won In-jae (jovem)

Won In-jae tem tudo o que a sociedade respeita: a formação educacional, bela aparência e dinheiro. Ela considera seu passado como chaebol de segunda geração uma fraqueza e faz tudo o que pode para alcançar o sucesso por conta própria e ser reconhecida por suas habilidades. No entanto, ela acaba sendo usada e jogada fora pelo padrasto e, para deixar de ser uma 'peça descartável' no tabuleiro de xadrez do mesmo, ela se joga em uma startup. Por ter crescido com Seo Dal-mi, acaba mal com ela, afirmando que cometeu um erro ao ficar com o pai no divórcio dos pais, enquanto o mesmo partiu para o exterior com a mãe.

### Recorrentes

#### Família de Seo Dal-mi & Won In-jae
- Kim Hae-sook como mãe de Choi Won-deok e Seo Chung-myung e avó de Seo Dal-mi e Won In-jae
- Song Seon-mi como mãe de Cha Ah-hyun, Seo Dal-mi e Won In-jae

Tendo se divorciado de seu marido por deixar o emprego, ela acaba se casando com Doo-jung, embora ela se arrependa de ter deixado o pai de Seo Dal-mi por ele, pois ele a trai, mas gosta do dinheiro que vem com ele.
- Kim Joo-hun como pai de Seo Chung-myung, Seo Dal-mi e Won In-jae

Cansado de ser degradado no trabalho, decide abrir o seu próprio negócio, o que o leva ao divórcio e, após um ano, consegue um negócio que fica implícito que foi ele quem deu a ideia para o nome "Sandbox "durante a conversa com o proprietário. No mesmo dia, ele morre no ônibus enquanto voltava para casa devido a lesões cerebrais.
- Eom Hyo-seop como padrasto de Won Doo-jung e Won In-jae
- Moon Dong-hyeok como Won Sang-soo

#### Samsan Tech
- Yoo Su-bin[3] como Lee Chul-san
- Kim Do-wan[4] como Kim Yong-san

#### Família de Nam Do-san
- Kim Hee-jung como mãe de Do-san
- Kim Won-hae com pai de Do-san
- Jang Se-hyun como primo de Do-san

### Outros
- Stephanie Lee[5] as Jeong Sa-ha
- Seo Yi-sook como Yoon Seon-hak
- Kim Min-seok como Park Dong-chun
- Cho Tae-hwan como Alex Kwon

### Aparições especiais
- Yeo Jin-goo (só voz)[6] as Jang Young-shil
- Lee Bo-young[7]

## Trilha sonora

### Parte 1
| Lançado em 17 de outubro de 2020 |                  |                |         |  |
| N.º                              | Título           | Artista        | Duração |  |
| 1.                               | "Future" (미래)  | Red Velvet     | 3:36    |  |
| 2.                               | "Future" (Inst.) |                | 3:36    |  |
| Duração total:                   | Duração total:   | Duração total: | 7:12    |  |

### Parte 2
| Lançado em 18 de outubro de 2020 |                       |                 |         |  |
| N.º                              | Título                | Artista         | Duração |  |
| 1.                               | "Day & Night"         | Jung Seung-hwan | 4:21    |  |
| 2.                               | "Day & Night" (Inst.) |                 | 4:21    |  |
| Duração total:                   | Duração total:        | Duração total:  | 8:41    |  |

### Parte 3
| Lançado em 24 de outubro de 2020 |                          |                |         |  |
| N.º                              | Título                   | Artista        | Duração |  |
| 1.                               | "One Day" (어느 날 우리) | Kim Feel       | 4:00    |  |
| 2.                               | "One Day" (Inst.)        |                | 4:00    |  |
| Duração total:                   | Duração total:           | Duração total: | 8:00    |  |

### Parte 4
| Lançado em 25 de outubro de 2020 |                  |                                     |         |  |
| N.º                              | Título           | Artista                             | Duração |  |
| 1.                               | "I Know"         | Oh My Girl (Seunghee, Jiho, Binnie) | 3:18    |  |
| 2.                               | "I Know" (Inst.) |                                     | 3:18    |  |
| Duração total:                   | Duração total:   | Duração total:                      | 6:36    |  |

### Parte 5
| Lançado em 30 de outubro de 2020 |                   |                |         |  |
| N.º                              | Título            | Artista        | Duração |  |
| 1.                               | "Running"         | Gaho           | 3:18    |  |
| 2.                               | "Running" (Inst.) |                | 3:18    |  |
| Duração total:                   | Duração total:    | Duração total: | 6:36    |  |

### Parte 6
| Lançado em 31 de outubro de 2020 |                          |                |         |  |
| N.º                              | Título                   | Artista        | Duração |  |
| 1.                               | "Where Is Dream"         | 10cm           | 3:04    |  |
| 2.                               | "Where Is Dream" (Inst.) |                | 3:04    |  |
| Duração total:                   | Duração total:           | Duração total: | 6:08    |  |

### Parte 7
| Lançado em 31 de outubro de 2020 |                   |                |         |  |
| N.º                              | Título            | Artista        | Duração |  |
| 1.                               | "My Love"         | Davichi        | 3:17    |  |
| 2.                               | "My Love" (Inst.) |                | 3:17    |  |
| Duração total:                   | Duração total:    | Duração total: | 6:34    |  |

### Parte 8
| Lançado em 7 de novembro de 2020 |                                       |                |         |  |
| N.º                              | Título                                | Artista        | Duração |  |
| 1.                               | "Even For A Moment" (우연히 잠시라도) | Cheeze         | 3:50    |  |
| 2.                               | "Even For A Moment" (Inst.)           |                | 3:50    |  |
| Duração total:                   | Duração total:                        | Duração total: | 7:40    |  |

### Parte 9
| Lançado em 8 de novembro de 2020 |                     |                |         |  |
| N.º                              | Título              | Artista        | Duração |  |
| 1.                               | "Blue Bird"         | Ailee          | 3:47    |  |
| 2.                               | "Blue Bird" (Inst.) |                | 3:47    |  |
| Duração total:                   | Duração total:      | Duração total: | 7:34    |  |

### Parte 10
| Lançado em 14 de novembro de 2020 |                              |                |         |  |
| N.º                               | Título                       | Artista        | Duração |  |
| 1.                                | "Lonesome Diary" (어른 일기) | Sandeul (B1A4) | 3:59    |  |
| 2.                                | "Lonesome Diary" (Inst.)     |                | 3:59    |  |
| Duração total:                    | Duração total:               | Duração total: | 7:58    |  |

### Parte 11
| Lançado em 15 de novembro de 2020 |                       |                    |         |  |
| N.º                               | Título                | Artista            | Duração |  |
| 1.                                | "Two Words" (두 글자) | Wendy (Red Velvet) | 3:53    |  |
| 2.                                | "Two Words" (Inst.)   |                    | 3:53    |  |
| Duração total:                    | Duração total:        | Duração total:     | 7:46    |  |

### Parte 12
| Lançado em 21 de novembro de 2020 |                       |                |         |  |
| N.º                               | Título                | Artista        | Duração |  |
| 1.                                | "Love Letter"         | Bolbbalgan4    | 3:09    |  |
| 2.                                | "Love Letter" (Inst.) |                | 3:09    |  |
| Duração total:                    | Duração total:        | Duração total: | 6:18    |  |

### Parte 13
| Lançado em 21 de novembro de 2020 |                     |                |         |  |
| N.º                               | Título              | Artista        | Duração |  |
| 1.                                | "Dream" (상상한 꿈) | Jamie          | 3:33    |  |
| 2.                                | "Dream" (Inst.)     |                | 3:33    |  |
| Duração total:                    | Duração total:      | Duração total: | 7:06    |  |

### Parte 14
| Lançado em 28 de novembro de 2020 |                        |                |         |  |
| N.º                               | Título                 | Artista        | Duração |  |
| 1.                                | "My Dear Love"         | Bae Suzy       | 4:02    |  |
| 2.                                | "My Dear Love" (Inst.) |                | 4:02    |  |
| Duração total:                    | Duração total:         | Duração total: | 8:04    |  |

### Parte 15
| Lançado em 29 de novembro de 2020 |                                                           |                |         |  |
| N.º                               | Título                                                    | Artista        | Duração |  |
| 1.                                | "Love Me Like You Used To" (날 사랑한 처음의 너로 돌아와) | Kassy          | 3:37    |  |
| 2.                                | "Love Me Like You Used To" (Inst.)                        |                | 3:37    |  |
| Duração total:                    | Duração total:                                            | Duração total: | 7:14    |  |

### Parte 16
| Lançado em 5 de dezembro de 2020 |                  |                     |         |  |
| N.º                              | Título           | Artista             | Duração |  |
| 1.                               | "To Me" (혼잣말) | Jung Eun-ji (Apink) | 3:52    |  |
| 2.                               | "To Me" (Inst.)  |                     | 3:52    |  |
| Duração total:                   | Duração total:   | Duração total:      | 7:44    |  |

### Parte 17
| Lançado em 6 de dezembro de 2020 |                                          |                |         |  |
| N.º                              | Título                                   | Artista        | Duração |  |
| 1.                               | "Care About You" (너 하나만 바라볼 사람) | K.Will         | 3:28    |  |
| 2.                               | "Care About You" (Inst.)                 |                | 3:28    |  |
| Duração total:                   | Duração total:                           | Duração total: | 6:56    |  |

## Episódios
| N.º | Título                                                    | Dirigido por   | Escrito por   | Lançamento             |
| --- | --------------------------------------------------------- | -------------- | ------------- | ---------------------- |
| 1 | "Start-Up 스타트업 "                                      | Oh Choong-hwan | Park Hye-ryun | 17 de outubro de 2020  |
| Quando o mundo de Seo Dal-mi ruiu, as cartas de Nam Do-san a confortaram. Quinze anos depois, ela precisa dele ao seu lado para provar que Won In-jae mentiu. |                                                           |                |               |                        |
| 2 | "Família, Amigos, Idiotas FFF (Family, Friends, Fools) "  | Oh Choong-hwan | Park Hye-ryun | 18 de outubro de 2020  |
| Para preservar o passado de Dal-mi e garantir seu futuro, Choi Won-deok pede que Han Ji-pyeong realize uma tarefa impossível.                                 |                                                           |                |               |                        |
| 3 | "Anjo 엔젤 Angel "                                        | Oh Choong-hwan | Park Hye-ryun | 24 de outubro de 2020  |
| Ji-pyeong faz de tudo para transformar Do-san no homem dos sonhos de Dal-mi. Uma situação inesperada leva In-jae a tomar uma decisão corajosa.                |                                                           |                |               |                        |
| 4 | "Caixa de Areia 샌드박스 Sand Box "                       | Oh Choong-hwan | Park Hye-ryun | 25 de outubro de 2020  |
| Apesar dos caminhos diferentes, Dal-mi e In-jae escolhem o mesmo ponto de partida para alcançar seus sonhos. Ji-pyeong protege Dal-mi e ajuda Do-san.         |                                                           |                |               |                        |
| 5 | "Hackathon 해커톤"                                        | Oh Choong-hwan | Park Hye-ryun | 31 de outubro de 2020  |
| Dal-mi e In-jae apresentam as ideias da equipe no palco do hackathon. Uma história sobre o passado de Dal-mi estimula Ji-pyeong a lutar pelo sucesso dela.    |                                                           |                |               |                        |
| 6 | "Homem-Chave 키 맨 Key Man "                              | Oh Choong-hwan | Park Hye-ryun | 1 de novembro de 2020  |
| In-jae usa as lições do pai e do padrasto a seu favor. Uma confusão envolvendo as ações da empresa testa Dal-mi, que se aconselha com Ji-pyeong.              |                                                           |                |               |                        |
| 7 | "Burn Rate 번레이트 "                                     | Oh Choong-hwan | Park Hye-ryun | 7 de novembro de 2020  |
| Lutando contra os próprios sentimentos, Ji-pyeong se distancia de Dal-mi. A condição de Won-deok serve de inspiração para um novo projeto da Samsan Tech.     |                                                           |                |               |                        |
| 8 | "Back-Up 백 업 Backup "                                   | Oh Choong-hwan | Park Hye-ryun | 8 de novembro de 2020  |
| Más notícias inspiram Dal-mi a transformar o app num sucesso. Won Du-jeong planeja dar uma lição em Do-san e Dal-mi, mas o tiro sai pela culatra.             |                                                           |                |               |                        |
| 9 | "Risco 리스크 Risk "                                      | Oh Choong-hwan | Park Hye-ryun | 14 de novembro de 2020 |
| Do-san e Ji-pyeong sentem o peso dos segredos que carregam. Dúvidas e descobertas inesperadas levam Dal-mi de volta ao lugar em que tudo começou.             |                                                           |                |               |                        |
| 10 | "Demo Day 데모데이 "                                      | Oh Choong-hwan | Park Hye-ryun | 15 de novembro de 2020 |
| Ji-pyeong dá a Dal-mi as respostas que ela tanto esperava e acaba fazendo uma confissão. Do-san recebe uma grande oportunidade.                               |                                                           |                |               |                        |
| 11 | "Saída 엑시트 Exit "                                      | Oh Choong-hwan | Park Hye-ryun | 21 de novembro de 2020 |
| Kim Yong-san faz Ji-pyeong refletir sobre comentários do passado. As empresas de In-jae e Dal-mi competem com programas que usam a mesma tecnologia.          |                                                           |                |               |                        |
| 12 | "Acqui-hire 애크하이어 "                                  | Oh Choong-hwan | Park Hye-ryun | 22 de novembro de 2020 |
| Alex Kwon mostra sua verdadeira face. Do-san conta a Ji-pyeong sobre o estado de saúde de Won-deok.                                                           |                                                           |                |               |                        |
| 13 | "Zona de conforto 컴포트 존 Comfort Zone "                | Oh Choong-hwan | Park Hye-ryun | 28 de novembro de 2020 |
| O veículo autônomo de Dal-mi e In-jae é atacado por hackers. Os fundadores da Samsan Tech retornam após três anos em San Francisco.                           |                                                           |                |               |                        |
| 14 | "Discurso de elevador 엘리베이터 스피치 Elevator Speech " | Oh Choong-hwan | Park Hye-ryun | 29 de novembro de 2020 |
| Dal-mi recebe a missão de recrutar os melhores desenvolvedores para sua empresa e tenta vender sua ideia para a Samsan Tech. Do-san sai para arejar a cabeça. |                                                           |                |               |                        |
| 15 | "MVP (Produto Mínimo Viável) "                            | Oh Choong-hwan | Park Hye-ryun | 5 de dezembro de 2020  |
| Jung Sa-ha e Lee Chul-san começam a namorar em segredo. Uma conversa com Do-san ajuda Ji-pyeong a tomar uma decisão sobre Dal-mi.                             |                                                           |                |               |                        |
| 16 | "Expansão 스케일 업 Scale Up "                            | Oh Choong-hwan | Park Hye-ryun | 6 de dezembro de 2020  |
| Do-san e Dal-mi vislumbram novas metas para o futuro. Ji-pyeong encontra uma forma de mostrar sua gratidão a Won-deok. In-jae se reconecta com suas raízes.   |                                                           |                |               |                        |

## Prêmios e Indicações
| Ano  | Prêmio                    | Categoria                    | Destinatário | Resultado | Ref.        |
| ---- | ------------------------- | ---------------------------- | ------------ | --------- | ----------- |
| 2021 | 57th Baeksang Arts Awards | Melhor Ator Coadjuvante (TV) | Kim Seon-ho  | Pendente  | [ 8 ] [ 9 ] |

## Recepção
Uma avaliação de audiência de 4,5% foi registrada em todo o país para o primeiro episódio da série.

### Audiência (em milhares)
| Temporada | Temporada | Número do episódio | Número do episódio | Número do episódio | Número do episódio | Número do episódio | Número do episódio | Número do episódio | Número do episódio | Número do episódio | Número do episódio | Número do episódio | Número do episódio | Número do episódio | Número do episódio | Número do episódio | Número do episódio | Média |
| Temporada | Temporada | 1                  | 2                  | 3                  | 4                  | 5                  | 6                  | 7                  | 8                  | 9                  | 10                 | 11                 | 12                 | 13                 | 14                 | 15                 | 16                 | Média |
| --------- | --------- | ------------------ | ------------------ | ------------------ | ------------------ | ------------------ | ------------------ | ------------------ | ------------------ | ------------------ | ------------------ | ------------------ | ------------------ | ------------------ | ------------------ | ------------------ | ------------------ | ----- |
|           | 1         | 1211               | 1155               | 1155               | 1381               | 1415               | 1291               | 1318               | 1310               | 1256               | 1120               | 1287               | 1308               | 1255               | 1349               | 1355               | 1336               | 1206  |

| Ep. | Parte | Transmissão Original   | Média de audiência (AGB Nielsen) | Média de audiência (AGB Nielsen) |
| Ep. | Parte | Transmissão Original   | Nacionalmente                    | Seul                             |
| --- | ----- | ---------------------- | -------------------------------- | -------------------------------- |
| 1 | 1     | 17 de outubro de 2020  | 4.278%                           | 4.416%                           |
| 1 | 2     | 17 de outubro de 2020  | 4.495%                           | 4.553%                           |
| 2 | 1     | 18 de outubro de 2020  | 4.208%                           | 4.585%                           |
| 2 | 2     | 18 de outubro de 2020  | 4.361%                           | 4.666%                           |
| 3 | 1     | 24 de outubro de 2020  | 4.789%                           | 5.383%                           |
| 3 | 2     | 24 de outubro de 2020  | 4.468%                           | 5.042%                           |
| 4 | 1     | 25 de outubro de 2020  | 4.334%                           | 4.761%                           |
| 4 | 2     | 25 de outubro de 2020  | 5.010%                           | 5.696%                           |
| 5 | 1     | 31 de outubro de 2020  | 4.274%                           | 4.861%                           |
| 5 | 2     | 31 de outubro de 2020  | 5.424%                           | 6.061%                           |
| 6 | 1     | 1 de novembro de 2020  | 4.136%                           | 4.257%                           |
| 6 | 2     | 1 de novembro de 2020  | 4.741%                           | 4.880%                           |
| 7 | 1     | 7 de novembro de 2020  | 4.521%                           | 5.227%                           |
| 7 | 2     | 7 de novembro de 2020  | 5.065%                           | 5.952%                           |
| 8 | 1     | 8 de novembro de 2020  | 3.821%                           | 4.113%                           |
| 8 | 2     | 8 de novembro de 2020  | 4.544%                           | 5.031%                           |
| 9 | 1     | 14 de novembro de 2020 | 4.879%                           | 5.718%                           |
| 9 | 2     | 14 de novembro de 2020 | 5.145%                           | 5.946%                           |
| 10 | 1     | 15 de novembro de 2020 | 3.954%                           | 4.433%                           |
| 10 | 2     | 15 de novembro de 2020 | 4.352%                           | 4.839%                           |
| 11 | 1     | 21 de novembro de 2020 | 4.130%                           | 4.582%                           |
| 11 | 2     | 21 de novembro de 2020 | 4.799%                           | 5.462%                           |
| 12 | 1     | 22 de novembro de 2020 | 4.270%                           | 4.814%                           |
| 12 | 2     | 22 de novembro de 2020 | 5.079%                           | 5.671%                           |
| 13 | 1     | 28 de novembro de 2020 | 4.666%                           | 5.278%                           |
| 13 | 2     | 28 de novembro de 2020 | 5.151%                           | 6.023%                           |
| 14 | 1     | 29 de novembro de 2020 | 4.573%                           | 5.041%                           |
| 14 | 2     | 29 de novembro de 2020 | 5.255%                           | 5.965%                           |
| 15 | 1     | 5 de dezembro de 2020  | 4.382%                           | 4.357%                           |
| 15 | 2     | 5 de dezembro de 2020  | 4.980%                           | 5.483%                           |
| 16 | 1     | 6 de dezembro de 2020  | 4.841%                           | 5.178%                           |
| 16 | 2     | 6 de dezembro de 2020  | 5.187%                           | 5.415%                           |
| Média | Média | Média                  | 4.628%                           | 5.115%                           |
| - Os números azuis representam as médias mais baixas, enquanto os números vermelhos representam as mais altas. - Este drama é transmitido por um canal de televisão por assinatura, que normalmente tem um público relativamente menor em comparação com as emissoras de televisão abertas (KBS, SBS, MBC e EBS). |       |                        |                                  |                                  |

1. 1 2 3  Póss, Karol (18 de setembro de 2020). «Start Up: conheça o novo k-drama a ser exibido na Netflix». Elfo Livre. Consultado em 27 de outubro de 2020
2. ↑  «Start-Up (Série TV) – Atores». screenfiction.org
3. ↑  «Yoo Su-bin to Star in "Start Up"». HanCinema (em inglês). 24 de agosto de 2020. Consultado em 27 de outubro de 2020
4. ↑  «Kim Do-wan Cast for "Start Up" With Nam Joo-hyuk». HanCinema (em inglês). 19 de agosto de 2020. Consultado em 27 de outubro de 2020
5. ↑  «Stephanie Lee to Star in "Start Up" With Nam Joo-hyuk and Bae Suzy». HanCinema (em inglês). 10 de junho de 2020. Consultado em 27 de outubro de 2020
6. ↑  «tvN '스타트업' AI 장영실 목소리 주인공은 '여진구'였다». entertain.naver.com (em coreano). Naver TV. 19 de outubro de 2020. Consultado em 27 de outubro de 2020
7. ↑  «'스타트업' 측 "이보영 특별출연 확정, 방송 통해 확인 부탁"(공식)». Naver TV (em coreano). 7 de outubro de 2020. Consultado em 27 de outubro de 2020
8. ↑  Kim, Ji-hye. 제57회 백상예술대상, TV·영화·연극 부문 최종 후보 발표..13일 생방송[공식] [The 57th Baeksang Arts Awards, finalists announced in the TV·Film·Drama category.. Live broadcast on the 13th]. Herald Pop (em coreano)  – via Naver
9. ↑  Kim Jin-seok and Jo Yeon-kyung (12 de abril de 2021). «57회 백상예술대상, TV·영화·연극 부문 최종 후보 공개». isplus.joins (em coreano). Consultado em 12 de abril de 2021 – via Naver
10. ↑  «Bae Suzy and Nam Ju-hyuk's 'Start-up' premieres at 4.5% rating». The Korea Times (em inglês). 18 de outubro de 2020. Consultado em 27 de outubro de 2020
11. ↑  «Nielsen Korea». AGB Nielsen Korea